# 莫伯利 (印第安納州)
莫伯利（英語：Moberly）是位於美國印第安納州哈里森縣的一個非建制地區。